# Хризантема (ПТРК)
Хризантема (Індекс комплекса/ракети — 9К123/9М123, по класифікації МО США і НАТО — AT-15 Springer) — самохідний протитанковий ракетний комплекс.
Створений в Коломненському КБ Машинобудування. Призначений для ураження танків (включно з оснащеними динамічним захистом), БМП та інших легкоброньованих цілей, інженерних та фортифікаційних споруд, надводних цілей, повільних повітряних цілей, живої сили (в тому числі в укриттях та на відкритих майданчиках).
Комплекс має комбіновану систему керування ракетами:
- автоматична радіолокаційна в міліметровому діапазоні з наведенням ракети в радіопромені;
- напівавтоматична з наведенням ракети в промені лазера.

На пусковій установці водночас можуть бути встановлені два контейнера з ракетами. Пуск ракет виконується послідовно.

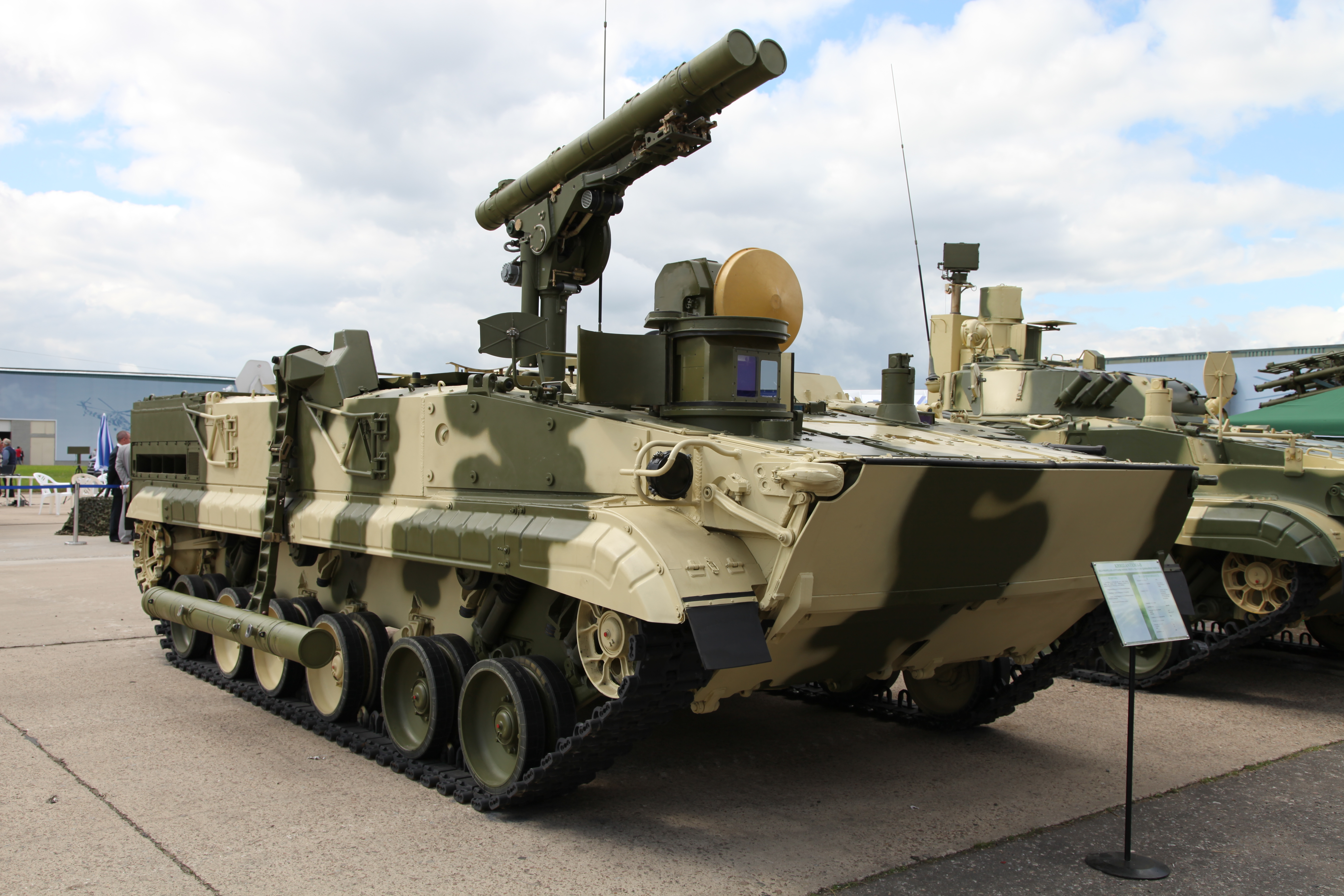
9П157-2 «Хризантема-С» на базі БМП-3

Боєкомплект ПТРК «Хризантема-С» складається з двох типів ПТКР в ТПК: 9М123 з надкаліберною тандемно-кумулятивною бойовою частиною (БЧ) і ракет 9М123Ф з фугасною (термобаричною) БЧ.

## Характеристики
Оскільки новий ПТРК «Хризантема-С» дуже дорогий, в 2014 році на озброєння СВ РФ надійшов дешевший модернізований ПТРК 9К132 «Штурм-СМ» з новими ПТКР «Атака», що володіють можливістю стрільби вночі. Їм будуть оснащуватися артилерійські бригади на менш пріоритетних напрямках.
Недоліком ПТРК «Штурм-С» і «Штурм-СМ» є те, що системи радіоелектронної боротьби здатні створювати перешкоди системам наведення їхніх ракет.
ПТРК 9К123 «Хризантема-С» новий, створений для заміни ПТРК «Штурм-С» у протитанкових дивізіонах артилерійських бригад.
ПТРК «Хризантема» складається з:
- бойової машини 9П157-3 з ракетами 9М123/9М123-2 і 9М123Ф/9М123Ф-2,
- контрольно-перевірочних машин 9В945 і 9В990 для проведення перевірок бойової машини і ракет відповідно,
- комплекту апаратури для перевірки ракет 9В946,
- навчальної мішені 9Ф734,
- тренажера для навчання 9Ф852.

БМ 9П157-3 створена на базі шасі БМП-3 і ПТРК 9К123. ПТРК має РЛС міліметрового діапазону, що забезпечує виявлення та супроводження цілі з одночасним автоматичним наведенням ракети. Маючи додаткову лазерну систему наведення, ПТРК може вести вогонь з місця одночасно по двом цілям. На висувній ПУ встановлюється 2 ТПК з ПТКР, а в корпусі БМ є автоматизована боєукладання. Моторно-трансмісійне відділення розташоване ззаду, бронювання — протиосколкове і протикульове. Установка є плаваючою (швидкість 10 км/год) і може перекидатися по повітрю літаками Іл-76, Ан-22 і Ан-124.
У батареї ПТРК є бойова машина командира 9П157-4, що забезпечує раннє виявлення і розпізнавання цілей, визначення їх координат і розподіл цілей між БМ 9П157-3 з видачею координат цілей.
Комплекс «Хризантема-С» застосовує ПТКР 9М123 в 4-х варіантах:
- 9М123 (з тандемною кумулятивною БЧ і наведенням по лазерному променю);
- 9М123-2 (з тандемною кумулятивною БЧ і наведенням по радіоканалу);
- 9М123Ф (з термобаричною БЧ і наведенням по лазерному променю);
- 9М123Ф-2 — з термобаричною БЧ і наведенням по радіоканалу.

Недоліком ПТРК «Хризантема-С» є висока вартість, тому він надходить у війська, розташовані тільки на пріоритетних напрямах (зокрема, їм оснащені артилерійські бригади Південного ВО). Крім того, системи РЕБ здатні створювати перешкоди системам наведення його ракет. І головне — він використовує приціл українського виробництва, тому випуск його буде, щонайменше, затримуватися.
Є повідомлення про успішне випробування ПТРК «Хризантема-С» в зоні АТО.